# العلاقات البريطانية الساموية
العلاقات البريطانية الساموية هي العلاقات الثنائية التي تجمع بين المملكة المتحدة وساموا.

## مقارنة بين البلدين
هذه مقارنة عامة ومرجعية للدولتين:
| وجه المقارنة                                              | المملكة المتحدة                 | ساموا                        |
| --------------------------------------------------------- | ------------------------------- | ---------------------------- |
| المساحة (كم2)                                             | 242.50 ألف                      | 2.84 ألف                     |
| عدد السكان (نسمة)                                         | 66.02 مليون                     | 196.44 ألف                   |
| الكثافة السكانية (ن./كم²)                                 | 272.25                          | 69.17                        |
| العاصمة                                                   | لندن                            | أبيا                         |
| اللغة الرسمية                                             | لغة إنجليزية، اللغة الويلزية    | لغة إنجليزية، اللغة الساموية |
| العملة                                                    | جنيه إسترليني                   | تالا ساموي                   |
| الناتج المحلي الإجمالي (بليون دولار)                      | 2.62 تريليون                    | 856.63 مليون                 |
| الناتج المحلي الإجمالي (تعادل القوة الشرائية) بليون دولار | 2.72 تريليون                    | 1.15 مليار                   |
| الناتج المحلي الإجمالي الاسمي للفرد دولار أمريكي          | 43.88 ألف                       | 3.94 ألف                     |
| الناتج المحلي الإجمالي للفرد دولار أمريكي                 | 40.23 ألف                       | 5.79 ألف                     |
| مؤشر التنمية البشرية                                      | 0.907                           | 0.702                        |
| رمز المكالمات الدولي                                      | +44                             | +685                         |
| رمز الإنترنت                                              | .uk، .gb                        | .ws                          |
| المنطقة الزمنية                                           | توقيت غرينيتش، توقيت غرب أوروبا | ت ع م+13:00                  |

## منظمات دولية مشتركة
يشترك البلدان في عضوية مجموعة من المنظمات الدولية، منها:
| علم المنظمة | اسم المنظمة                               | تاريخ انضمام المملكة المتحدة | تاريخ انضمام ساموا |
| ----------- | ----------------------------------------- | ---------------------------- | ------------------ |
|             | بنك التنمية الآسيوي                       | 1966                         | 1966               |
|             | مؤسسة التنمية الدولية                     | 24 سبتمبر 1960               | 28 يونيو 1974      |
|             | يونسكو                                    | 4 نوفمبر 1946                | 3 أبريل 1981       |
|             | وكالة ضمان الاستثمار متعدد الأطراف        | 12 أبريل 1988                | 27 سبتمبر 2002     |
|             | الأمم المتحدة                             | 24 أكتوبر 1945               | 15 ديسمبر 1976     |
|             | دول الكومنولث                             | 11 ديسمبر 1931               | ?                  |
|             | الاتحاد البريدي العالمي                   | ?                            | ?                  |
|             | البنك الدولي للإنشاء والتعمير             | 27 ديسمبر 1945               | 28 يونيو 1974      |
|             | الاتحاد الدولي للاتصالات                  | 24 فبراير 1871               | 7 أكتوبر 1988      |
|             | منظمة حظر الأسلحة الكيميائية              | ?                            | ?                  |
|             | مؤسسة التمويل الدولية                     | 20 يوليو 1956                | 28 يونيو 1974      |
|             | المركز الدولي لتسوية المنازعات الاستشارية | 18 يناير 1967                | 25 مايو 1978       |
|             | منظمة التجارة العالمية                    | 1995                         | ?                  |
|             | منظمة الشرطة الجنائية الدولية             | ?                            | ?                  |

## وصلات خارجية
- موقع وزارة الخارجية البريطانية